# Fédération québécoise de camping et de caravaning
La Fédération québécoise de camping et de caravaning (FQCC) est une association regroupant les adeptes de camping et de caravaning au Québec.

## Historique
Créée en 1967, la FQCC rassemble plus de 45 000 familles membres (statistique de 2007), soit environ 100 000 individus. La FQCC est considérée comme le plus important regroupement d'adeptes de camping et de caravaning au Canada.

## Rôle
La fédération a pour mission de défendre les intérêts des adeptes de camping et de caravaning et d'assurer la promotion de ces activités au Québec.
La FQCC regroupe 18 ARCC (Association régionale de camping et caravaning) qui découpent le territoire de la province de Québec en autant de secteurs. Chacune de ces ARCC organise des activités et fait la promotion de sa région dans le milieu de camping et de caravaning.